# Mocho' (volk)
De Mocho' of Motozintleken zijn een Mayavolk woonachtig in de Mexicaanse staat Chiapas. Er leven 692 Mocho' in Mexico waarmee het het kleinste van de Mayavolkeren is.
De Mocho' leven in de omgeving van Motozintla niet ver van de grens met Guatemala. Zij verbouwen onder andere maïs, koffie en cacao.